# پرفشاری ورید باب
پرفشاری ورید باب یا نشانگان افزایش فشار ورید باب (به انگلیسی: portal hypertension syndrome) به معنی افزایش فشار ورید باب است که اغلب ناشی از بیماریهای کبدی مانند سیروز می‌باشد. پرفشاری ورید باب یک زیادی فشار خون وریدی و اختلال وریدهای پایه‌بلند سیستم است.

## عوارض پورتال هایپرتانسیون

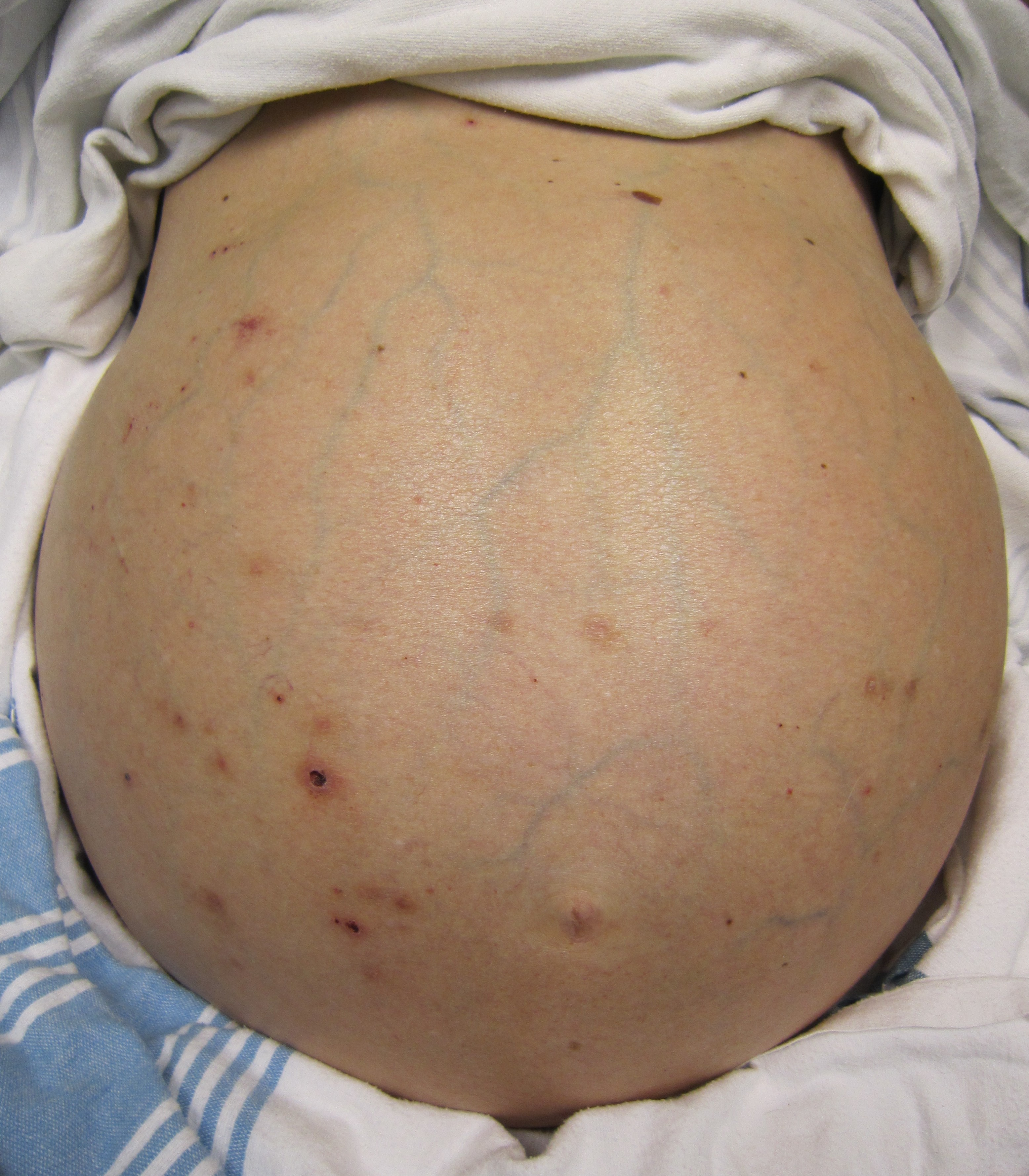
فرد مبتلا به آسیت عظیم ناشی از فشار خون پورتال به دلیل سیروز

پس زدن خون به داخل عروق و ایجاد احتقان (Congestion) و بزرگی طحال، بالا رفتن فشار در ورید اینفریور مزانتریک و سوپریور مزانتریک در نهایت با افزایش فشار هیدروستاتیک در عروق تراوش مایع از عروق به فضای داخل صفاق ایجاد می‌شود. در نتیجه بیمار آسیت (Ascites) پیدا می‌کند، یعنی مایع در داخل شکم بیمار جمع می‌شود. همچنین گاه به دلیل فشارخون بالا خون ورید باب از طریق عروق وریدی بین این سیستم و سیستم گردش خون وریدی سیستمیک به آن سیستم وارد می‌شود و بیمار دچار واریس مانند واریس مری (Esophageal varices) و واریس عروق دور ناف و معده می‌شود.

## درمان
درمان بیماری کبدی در مراحل اولیه اساس درمان را تشکیل می‌دهد.